# Khorat-Hochebene

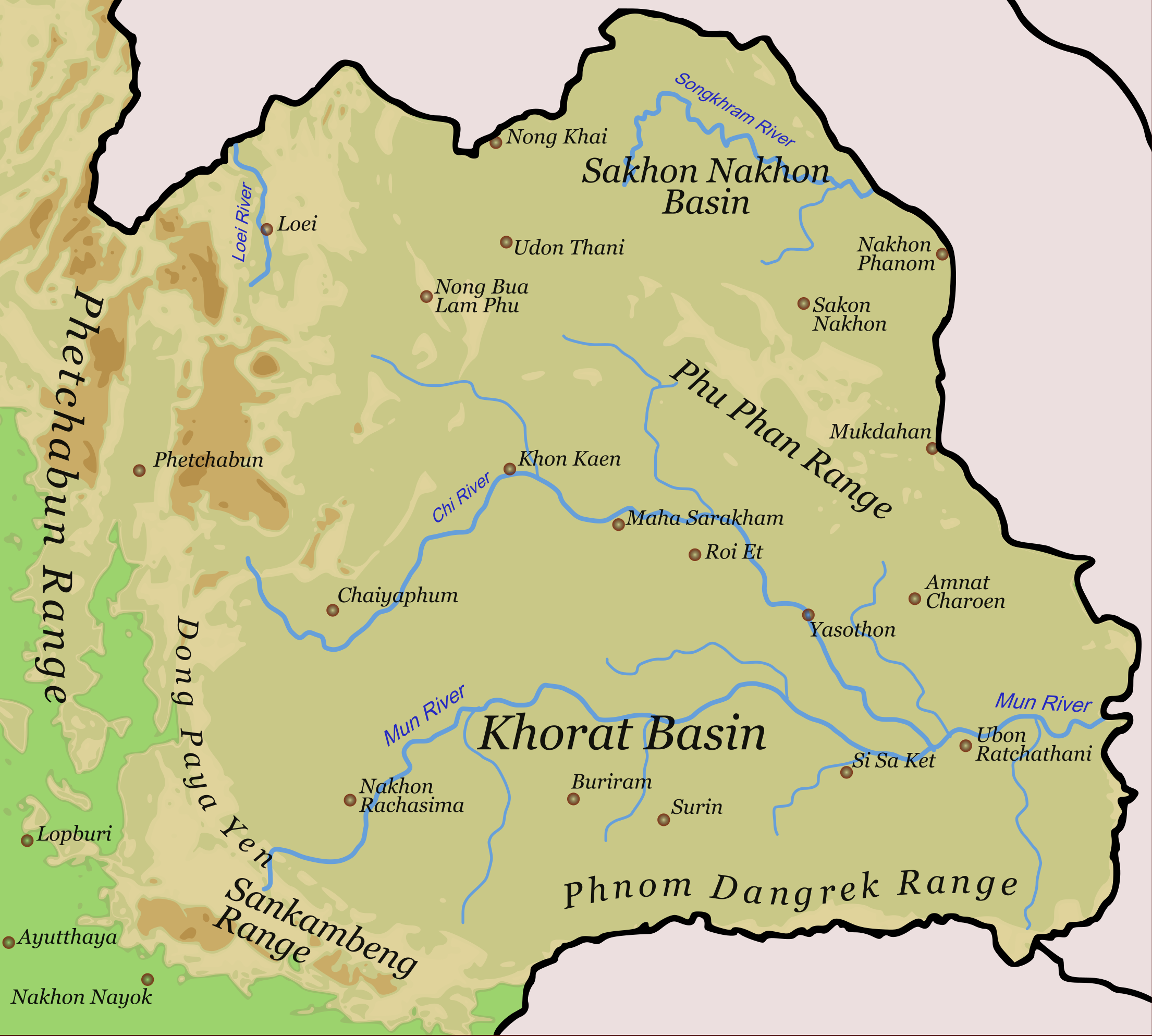
Übersichtskarte Khorat-Hochebene

Die Khorat-Hochebene ist ein Hochland im Nordosten von Thailand, dem Isan, benannt nach der größten Stadt der Gegend: Nakhon Ratchasima, kurz Khorat.
Die mittlere Höhe liegt bei etwa 200 m ü. NN. Die Ebene hat eine Fläche von mehr als 155.000 km² mit der Topographie einer Untertasse, die gegen Südosten geneigt und in zwei größere Abflussbecken gegliedert ist, das Sakon-Nakhon-Becken und das südliche Becken. Die Hauptflüsse sind Mae Nam Mun und Mae Nam Chi, die beide dem Mekong zufließen. Der Mekong bildet die nördliche und östliche Begrenzung der Hochebene, im Westen schließen die Phetchabun-Berge das Gebiet ab, nach Süden hin bilden die Dongrek-Berge die Grenze zu Kambodscha. Im Sakon-Nakhon-Becken fließen kleinere Gewässer (wie der Mae Nam Songkhram), die durch eine sanft hügelige Landschaft fließen, die von den relativ hohen Regenmengen profitiert, die hier während der Regenzeit fallen.
Durch die umliegenden Höhenzüge erhält die Khorat-Hochebene relativ wenig Niederschläge aus dem Südwest-Monsun. Während die Zentralregion Thailands eine durchschnittliche Niederschlagsmenge von 1500 mm im Jahr vorweist, sind es in der Khorat-Hochebene nur 1150 mm. Auch ist der Gegensatz zwischen der trockenen und der feuchten Jahreszeit erheblich schärfer als im Rest des Landes, weshalb die Erträge an Reis hier auch wesentlich geringer sind.
Die Hochebene war bereits in urgeschichtlicher Zeit besiedelt, wie zahlreiche Spuren menschlichen Lebens beweisen. Archäologische Ausgrabungen zeigen weiterhin, dass es viele Ortschaften und Territorien gab, die bereits vor dem Dvaravati-Reich existierten und später freundschaftliche Beziehungen zu Angkor unter den Khmer pflegten. Die älteste bekannte Siedlung ist Phimai, das als Zentrum der alten Mächte der Khorat-Hochebene gilt. Die Stadt war wohl bereits im 3. Jahrtausend v. Chr. besiedelt und schöpfte ihren Reichtum nicht nur aus dem Ackerbau, sondern auch aus Salzlagerstätten und Eisenerzminen. Hier befand sich auch lange Zeit ein Zentrum des Mahayana-Buddhismus, das neben der Khmer-Hindu-Religion blühte.
Die Siedlungen waren typischerweise von Wassergräben und einem Deich umgeben, der für die notwendige Bewässerung sorgte. Dies kann man heute in Ban Sema und Ban Prasat untersuchen, die bereits vor dem 9. Jahrhundert besiedelt waren. In Ban Prasat finden sich sogar noch viel ältere Spuren, die auf den Reisanbau vor mehr als 3000 Jahren hinweisen.
Heute gilt die Hochebene als eine der Hauptfundstellen paläontologisch interessanter Objekte, wie den Dinosaurier Siamotyrannus isanensis, einem der Vorfahren des Tyrannosaurus rex. Funde sind in einem Museum in Khon Kaen zu sehen. Allein acht der 38 bekannten prähistorischen Spezies des Elefanten sind ebenfalls hier entdeckt worden. Anfang des 21. Jahrhunderts fand man in diesem Gebiet weiterhin eine alte Art des Orang-Utans.
Koordinaten: 15° 40′ N, 103° 10′ O